# .ga
.ga este un domeniu de internet de nivel superior, pentru Gabon (ccTLD).